# Opistognathus darwiniensis
Opistognathus darwiniensis är en fiskart som beskrevs av Macleay, 1878. Opistognathus darwiniensis ingår i släktet Opistognathus och familjen Opistognathidae. Inga underarter finns listade i Catalogue of Life.